# Чёрный волк
«Чёрный волк» (чешск.: Černý vlk) — чехословацкий фильм 1971 года режиссёра Станислава Черны по одноимённому рассказу Карела Фабиана.

## Сюжет
На пограничной заставе служебная собака Лиза перегрызает поводок и уходит к границе. Пограничники Кучера и Бамбула идут за собакой, понимая, что просто так она бы не убежала. Они находят её, но не одну — у тела убитой нарушительницы границы с её собакой — чёрной немецкой овчаркой.
Расследование указывает на то, что нарушительница знала кого-то из местных жителей. На время Чёрного волка, как прозвали найденную собаку, отдают лесорубу Франеку. Но тот жестоко обращается с собакой — они давно знакомы: Франек знал его хозяйку Инге, которая была его коллегой и любовью в то время, когда они оба работали в цирке много лет назад.
Преступник будет раскрыт Чёрным волком. По следам на железной ловушке, в которой погиб щенок его и Лизы — служебной собаки пограничников, Чёрный волк понимает, что Франек убил щенка и подставил его хозяйку при незаконном переходе границы, и нападает на лесоруба. Франек просит убежища у пограничников, у которых уже есть различные косвенные улики против него. В ужасе от разъяренного черного волка лесоруб признается во всем.

## В ролях
- Франтишек Петерка — Франек, лесоруб
- Радован Лукавский — капитан Хайек
- Йосеф Гайдучик — кинолог Штенкл по прозвищу Бамбула
- Петр Ганичинец — лейтенант Томичек
- Иржи Голый — поручик Стогончик
- Рудольф Елинек — рядовой Йожеф Кучера
- Милош Виллиг — подполковник контрразведки
- Вацлав Шворц — майор контрразведки
- Ян Поган — лейтенант контрразведки
- Драгослава Ландсман — Инге
- Ольдржих Велен — Густл Грюнфельд
- Карел Аугуста — повар
- Марта Рихтерова — Марженка

## Съёмки
Съёмки велись в национальном парке Шумава в месте настоящей пограничной заставы, собаки в фильме — настоящие служебные пограничные собаки.